# Adolf Agthe

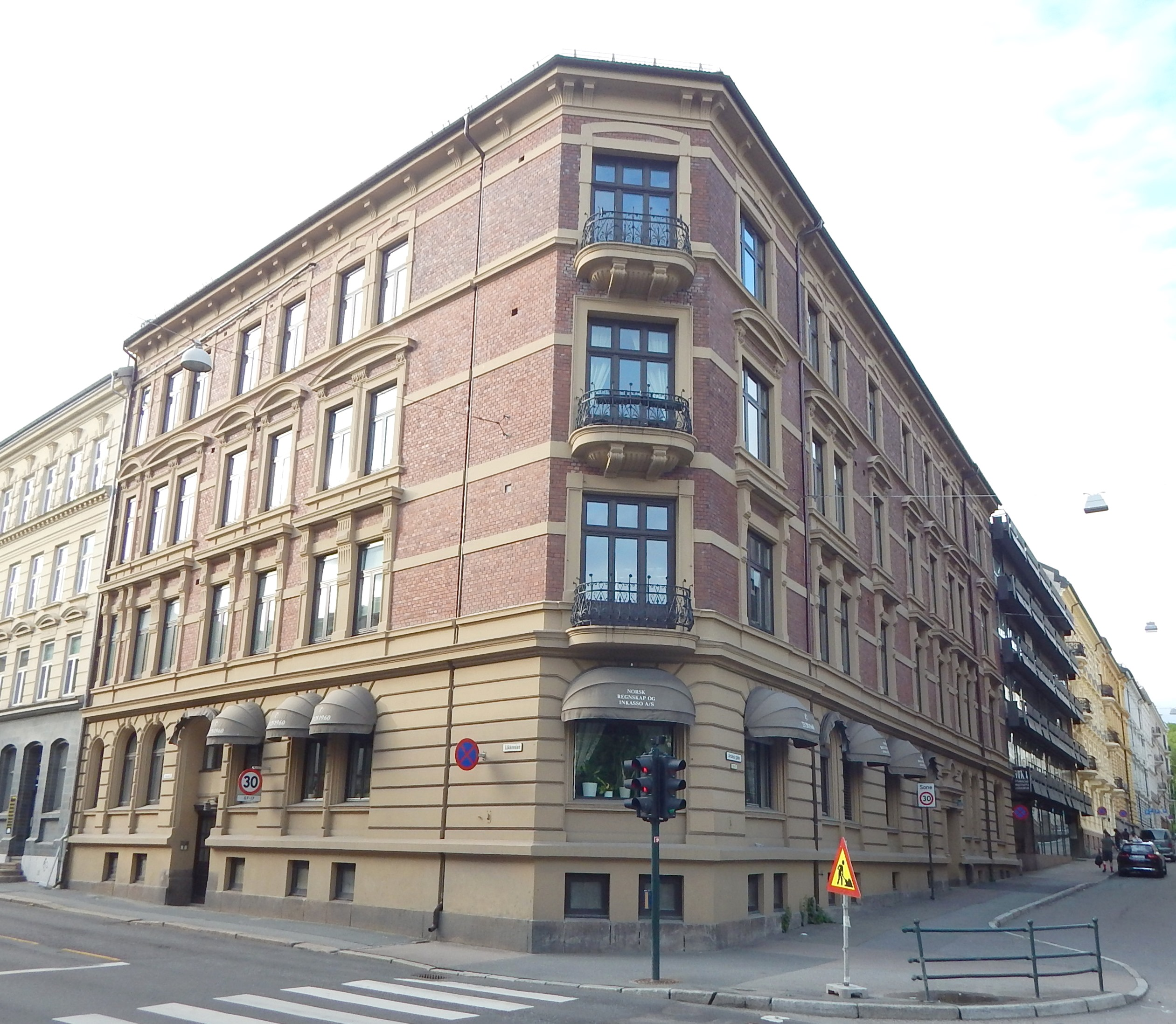
Arbins gate 13 (1894)

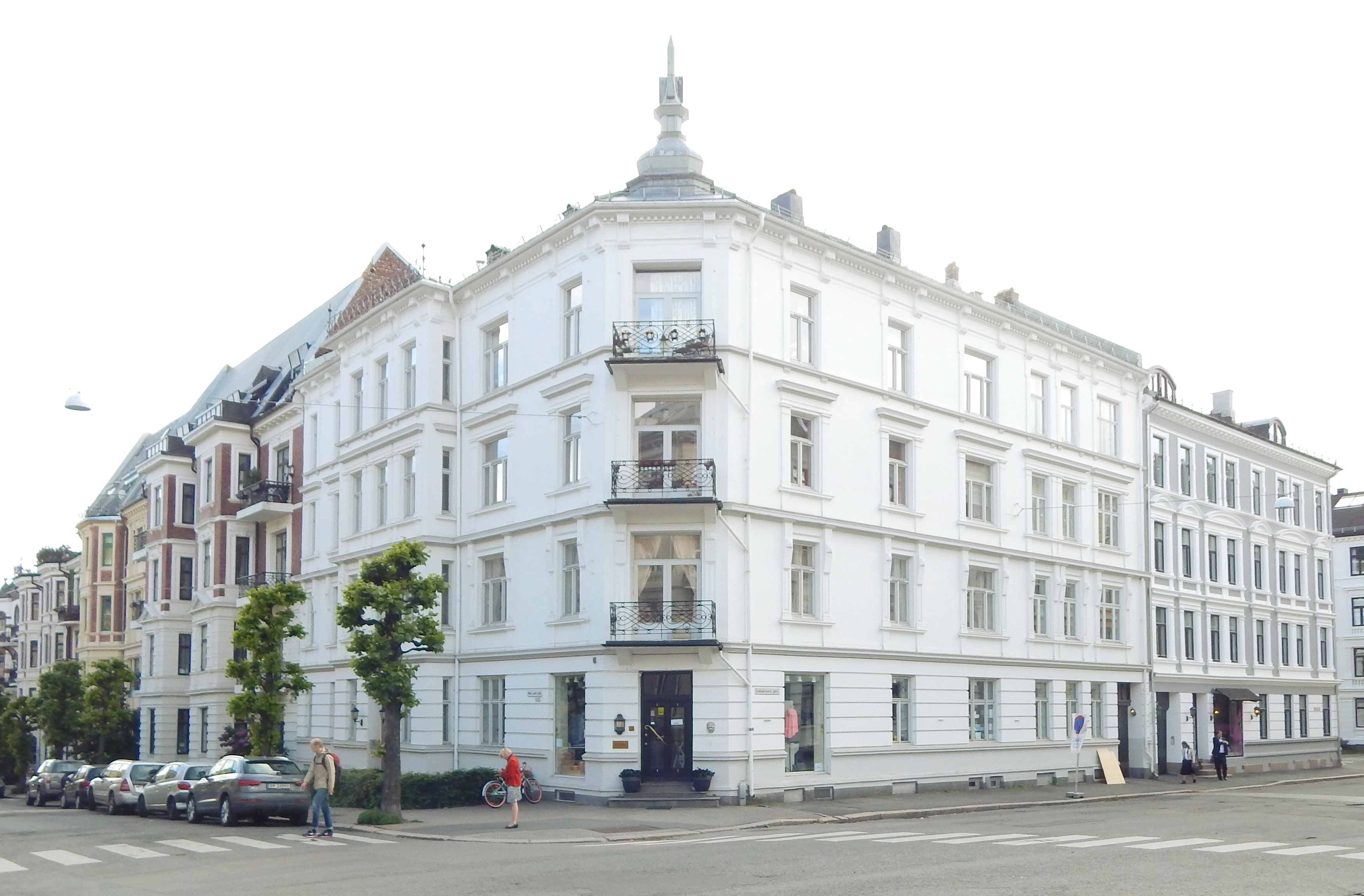
Niels Juels gate 50 (1896)

Adolf Wilhelm Wulf August Agthe (6 de mayo de 1863 – 31 de enero de 1941) fue un arquitecto noruego.
Adolf Agthe nació en Christiania (ahora Oslo), Noruega. Era hijo de Carl Agthe (1830-1899) y Wulfhilda Agthe (nacida en 1839). Sus padres emigraron a Noruega desde Prusia. Estudió en la Escuela Técnica de Christiania (Christiania tekniske skole).
Adolf Agthe estableció una oficina de arquitectura en Oslo en 1893. Diseñó varios edificios de apartamentos en Oslo. En 1900, se trasladó a Estocolmo después del incendio ocurrido allí. A partir de 1900, se estableció en Sandefjord, en el condado de Vestfold, Noruega, donde diseñó diversos edificios.

## Obras destacadas
- Herslebs gate 7 en el barrio de Gamle Oslo en Oslo (1893)
- Arbins gate 13 en el distrito de Ruseløkka en Oslo (1894)
- Niels Juels gate 50 en el distrito de Frogner en Oslo (1896)
- Malmøgaten 1 en el distrito de Dælenenga en Oslo (1898)
- Fællesslagteriet en Lørenveien 39 en Aker (1911)